# Ametralladora Colt-Browning M1895
La Colt-Browning M1895, apodada "cosechadora de patatas" ("potato digger") debido a su inusual mecanismo, era una ametralladora refrigerada por aire, accionada por los gases del disparo y alimentada mediante cinta que disparaba a cerrojo cerrado con una cadencia de 400 disparos/minuto. Basada en un diseño de John Moses Browning y Matthew S. Browning desarrollado entre 1889 y 1895, fue una de las primeras ametralladoras accionadas por los gases del disparo que entró en servicio con las fuerzas armadas estadounidenses.

## Mecanismo operativo

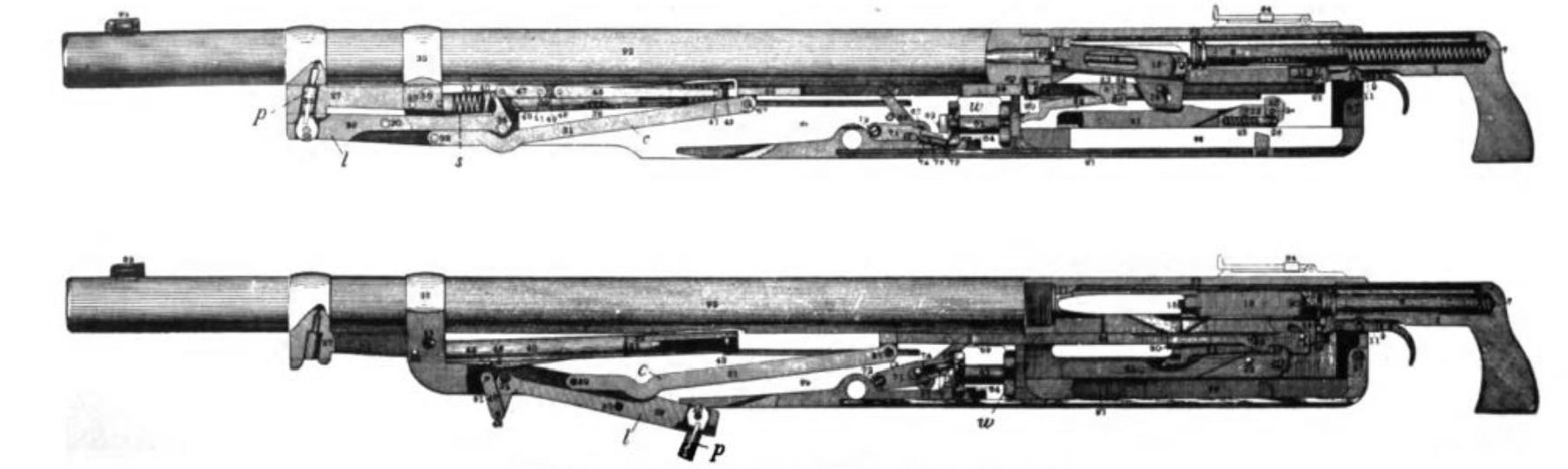
Mecanismo operativo de la M1895, mostrando la palanca en su posición delantera (arriba) y trasera (abajo)

Patentado en 1892, el mecanismo operativo de la M1895 fue la primera patente de John Moses Browning y Matthew S. Browning para un fusil automático; ellos habían estado trabajando previamente para la firma Winchester en sus fusiles con acción de palanca como el Winchester Modelo 1886.
En un arma con acción de palanca, la palanca está situada debajo de la parte posterior del arma, usualmente bajo la empuñadura y con su bisagra cerca del área de la recámara. Es accionada al bajar y empujar la palanca hacia adelante, lo cual hace retroceder el cerrojo y eyectar el casquillo vacío de la recámara. El mecanismo de la "cosechadora de patatas" tiene ciertos parecidos con el diseño básico de la acción de palanca; emplea una palanca que es accionada por los gases del disparo que impulsan la bala a través del ánima del cañón, en lugar de las manos del tirador.  
La M1895 empleaba un cerrojo oscilante, que fue el primero de este tipo empleado en el diseño una ametralladora. El cerrojo se movía hacia atrás y adelante dentro de una ranura en el cajón de mecanismos, siendo empujado por un muelle recuperador situado dentro de un tubo que también sostenía el pistolete. Mientras el cerrojo avanzaba en dirección al cañón, un resalte en su parte inferior caía en un agujero que inclinaba hacia abajo la parte posterior del cerrojo, asentándolo contra la parte posterior de la recámara y fijándolo en su lugar. El cerrojo quedaba cerrado al momento de disparar.
Mientras el proyectil avanzaba por el ánima del cañón después de disparar, finalmente pasaba sobre un agujero perforado en su parte inferior, conocido como portilla. Los gases del disparo detrás de la bala fluían dentro de la portilla y empujaban hacia abajo un obturador, marcado como P en los diagramas. Esto hacía que el obturador saliese del agujero con cierta velocidad. El obturador está unido al extremo de una palanca corta, L, cuyo otro extremo está conectado a una bisagra debajo del cañón. El movimiento del obturador hacía que toda la palanca baje y vaya hacia atrás, alrededor del eje de la bisagra. Esta acción es básicamente una versión invertida del movimiento atrás-adelante de un fusil de palanca. El punto terminal de este movimiento puede verse en el diagrama inferior, donde la palanca ha recorrido un arco de unos 160 grados. Un resorte situado en la bisagra es comprimido por este movimiento, haciendo que finalmente la palanca vaya hacia adelante de nuevo, obligando al obturador a ingresar en la portilla y manteniéndolo ahí cuando no está en movimiento.
Un largo brazo de metal está conectado al punto medio de la palanca. El movimiento de la palanca hace que este brazo retroceda, empujando la recámara junto a él. La parte posterior de este mecanismo presiona el resalte del cerrojo, empujándolo hacia arriba y descerrojándolo. El movimiento hace retroceder el cerrojo contra el muelle recuperador, al mismo tiempo que acciona el mecanismo que mueve la cinta de cartuchos y prepara el nuevo cartucho. Cuando el cerrojo termina de retroceder, el muelle recuperador lo empuja hacia adelante junto con el nuevo cartucho, que es introducido en la recámara antes de cerrarse.   

## Desarrollo

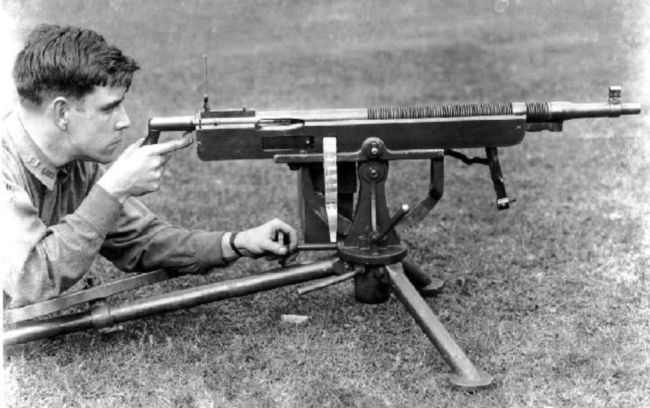
Soldado estadounidense disparando una Colt-Browning M1895. La ametralladora está en la mitad de la recarga, con la palanca extendida debajo del cañón.

El primer prototipo desarrollado por Browning a fines de 1889 era un fusil de calibre 11 mm (.44) que empleaba cartuchos de pólvora negra, con un peso menor a 5,44 kg (12 libras), que era capaz de efectuar 16 disparos en menos de un segundo. La recarga era efectuada mediante una palanca ubicada bajo el cañón, que iniciaba la acción al ir hacia abajo gracias al impulso de los gases del disparo. Un diseño mejorado que estaba basado en el prototipo del sistema de palanca de Browning, fue ofrecido a la Colt en 1892. La palanca había sido movida hacia atrás y los gases del disparo eran desviados a través de una portilla situada a 15 cm de la boca del cañón.
Para reducir el calentamiento durante el fuego continuo, la ametralladora empleaba un cañón pesado (con aletas mecanizadas en modelos posteriores), lo cual aumentaba su peso a 16 kg; el trípode estándar con asiento para el tirador, agregaba otros 25,40 kg. A pesar del cañón pesado, el sistema de disparo a cerrojo cerrado podía "encender" cartuchos si uno de estos entraba en la recámara sobrecalentada. Esto obligaba a descargar la ametralladora inmediatamente después de disparar una ráfaga continua. Durante las pruebas, se observó que la ametralladora era capaz de disparar ráfagas continuas de más de 1000 balas antes que el cañón se sobrecaliente y empiece a "encender" cartuchos descontroladamente; tras detener el fuego, el cañón sobrecalentado "encendía" cuatro o cinco cartuchos adicionales antes de enfriarse.
La ametralladora estaba originalmente calibrada para el cartucho estándar 6mm Lee Navy (.236 Navy; 6 x 60 SR) y, más tarde, tras la adopción del fusil Krag-Jørgensen, en calibre 7,62 mm (.30-40 Krag) y .30-06 Springfield en 1914, así como en calibre 7 mm (7 x 57 Mauser, el mismo cartucho del Mauser Modelo 1893). La versión de 1914 también incluía un trípode bajo para poder disparar en posición tumbado; probablemente esto fue lo que le hizo ganarse a la ametralladora el apodo de "cosechadora de patatas", ya que la palanca del sistema de recarga podía "excavar" el suelo si era disparada desde una posición demasiado baja.
La M1895 también fue fabricada para su exportación. El Ejército Imperial Ruso ordenó en 1914 varios millares de ametralladoras M1895 de calibre 7,62 mm (7,62 x 54 R) para emplearlas en la Primera Guerra Mundial, además de servir en el Reino Unido, empleando el cartucho .303 British (7,70 x 56 R), Francia y varios países sudamericanos. También fue reglamentaria en el ejército español en calibre 7 mm (7 x 57 mm Mauser) hasta 1936, siendo sustituida por la Hotchkiss M1914, aunque muchos ejemplares de los modelos M1914 y M1915  fueron usados durante la guerra civil española entre ellos algunos comprados al principio del conflicto a Rusia y Polonia.
El inusual sistema operativo de la Colt-Browning M1895 tenía ventajas y desventajas en comparación con otras ametralladoras de la época. La acción de palanca impulsada por gas hacía que la ametralladora tuviese una cadencia relativamente baja (400 disparos/minuto). Sin embargo, su baja cadencia combinada con un cañón pesado también permitía que el arma fuera enfriada por aire, haciendo que fuese una ametralladora más sencilla, ligera y portátil en comparación con las ametralladoras enfriadas por agua. Aunque los registros de bloqueos en combate no eran inusuales, la mayoría de estos podían resolverse operando manualmente su acción. Mientras los tiradores ganaban experiencia operando una ametralladora enfriada por aire, era evidente que evitar disparar ráfagas largas incrementaba la fiabilidad del arma y la vida útil del cañón.

## Empleo
La M1895 fue la primera ametralladora adoptada por las Fuerzas Armadas estadounidenses, sirviendo con el Ejército (que nunca la adoptó de forma oficial), la Armada y los Marines, al mismo tiempo que adaptada para su empleo en varios papeles. Fue montada sobre trípodes, en carretas tiradas por caballos, embarcaciones, aviones e incluso automóviles blindados. La Armada fue la primera en empezar a probarla, en fecha tan temprana como 1893, con una versión experimental calibrada para el cartucho 6 x 60 SR (.243 USN).

### Primeros conflictos

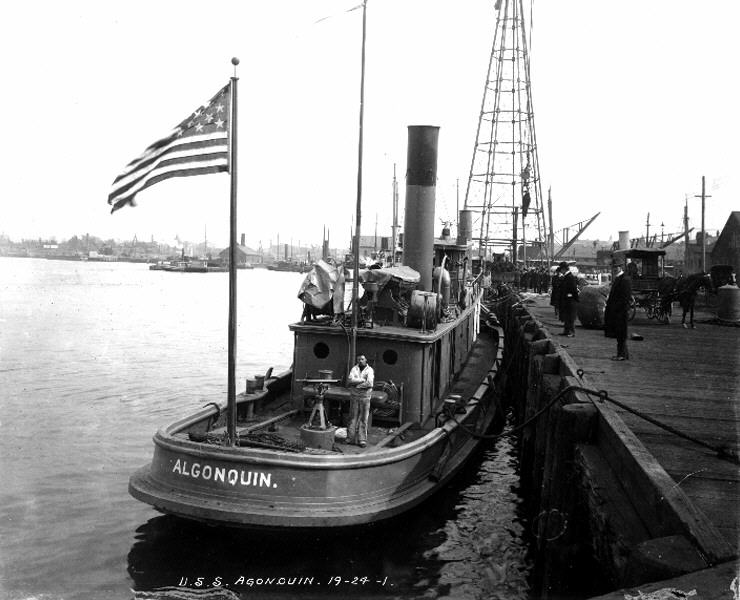
Remolcador de puerto USS Algonquin en el Astillero naval de Brooklyn en 1898, con una ametralladora de 6 mm montada sobre un afuste de pedestal en popa

La M1895 de 6 mm fue extensamente empleada por los Marines durante la Guerra hispano-estadounidense, incluso durante la invasión de la Bahía de Guantánamo en 1898, donde un batallón de marines desplegó cuatro ametralladoras Colt-Browning (dos de ellas prestadas del arsenal del acorazado USS Texas). La M1895 demostró ser un avance significativo en potencia de fuego para los Marines, que las emplearon en el primer uso registrado de ametralladoras por las Fuerzas Armadas estadounidenses para ofrecer apoyo táctico a la infantería durante un asalto. En cambio, las unidades regulares del Ejército que participaron en la campaña todavía empleaban las pesadas ametralladoras Gatling accionadas por manivela, que requerían pesados afustes de artillería tirados por mulas. Los Rough Riders del teniente coronel Roosevelt, un regimiento voluntario de caballería que luchó en Cuba como infantería, también desplegaron dos Colt-Browning M1895 de 7 mm (fabricadas para exportación, que habían sido compradas por familiares de los soldados), que pese a causar algunas bajas españolas demostraron ser poco fiables. Así lo registró el teniente coronel Roosevelt: «Esas armas automáticas Colt no fueron, en general, muy exitosas [...] demostraron ser más delicadas que las Gatling, quedando rápidamente fuera de servicio». Las dos ametralladoras M1895 fueron transferidas al destacamento de ametralladoras Gatling del teniente John Parker, quien las empleó en el asedio de Santiago de Cuba.
También fue utilizada por la Armada y los Marines durante la Guerra filipino-estadounidense y la Rebelión de los Bóxers, en donde demostró ser precisa y fiable. Hacia 1904, el gobierno mexicano compró 150 ametralladoras M1895 de calibre 7 mm, las cuales fueron empleadas durante la Revolución mexicana. El uso de la M1895 de 7 mm por las diversas facciones que participaron en la Revolución mexicana ha sido registrado fotográficamente. La Armada estadounidense también desplegó algunas M1895 de 6 mm de los arsenales de sus buques durante la batalla y ocupación de Veracruz en 1914.

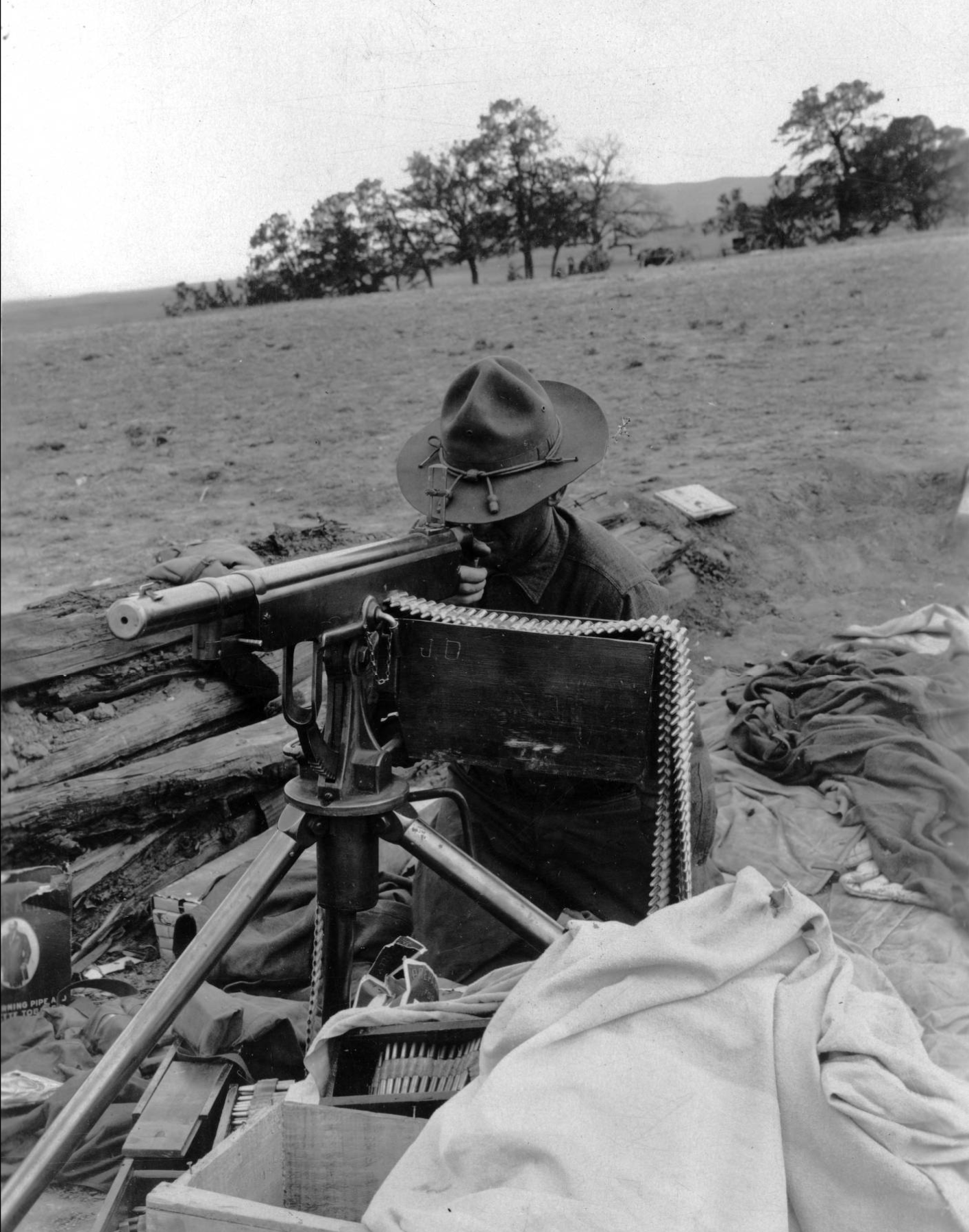
El Sargento John Davis de la Guardia Nacional de Colorado, apuntando una ametralladora M1895 en Water Tank Hill, hacia el asentamiento de carpas de los huelguistas en Ludlow, Colorado, durante la huelga minera de Colorado, 1914.

El ejército estadounidense, aunque nunca adoptó de forma oficial la M1895, compró dos ametralladoras en 1902, seguidas por una compra adicional de 140 ametralladoras en 1904. Estas ametralladoras, junto a pequeñas cantidades de ametralladoras Maxim y Vickers, fueron suministradas a diversas unidades para su evaluación. Fueron empleadas de forma intermitente por el ejército y unidades de la Guardia Nacional al menos hasta 1921. La primera ametralladora adoptada de forma oficial por el Ejército estadounidense fue la Hotchkiss M1909 Benet-Mercie, que tenía un bípode y era alimentada mediante peines.
En 1904, el Ejército uruguayo empleó la M1895 contra los rebeldes en la batalla de Masoller.
La caballería canadiense empleó con éxito ametralladoras M1895 de 7,70 mm en la Segunda guerra bóer (1899-1902). En una espectacular acción de retaguardia en la batalla de Leliefontein el 7 de noviembre de 1900, el sargento Edward James Gibson Holland de The Royal Canadian Dragoons empleó una Colt-Browning montada sobre un Dundonald's Galloping Carriage (afuste galopante Dundonald) para detener una singular carga de los bóer, por lo que fue condecorado con la Cruz Victoria, una de las tres otorgadas a los canadienses que participaron en dicha batalla. Winston Churchill, que entonces era un joven teniente del Regimiento Sudafricano de Caballería Ligera y corresponsal de guerra, quedó impresionado por el efecto del disparo de una batería de estas ametralladoras. El éxito canadiense con la M1895 hizo que el ejército canadiense la siguiera empleando en la Primera Guerra Mundial.
La M1895 también fue empleada en Estados Unidos por diversas milicias locales y unidades de la Guardia Nacional, como la Colorado National Guard. Algunas de estas ametralladoras acabaron en manos de milicias privadas formadas por vigilantes de las empresas mineras, después que el estado dejó de financiar las unidades de guardias asignadas para mantener el orden durante la prolongada huelga minera de Colorado de 1913. En 1914, la "cosechadora de patatas" de una de estas milicias privadas abrió fuego contra un campamento minero en Ludlow, Colorado, causando la masacre de Ludlow. Una M1895 también era el armamento principal de un automóvil blindado de la agencia de detectives Baldwin-Felts, que era empleado para aterrorizar a los mineros durante la huelga y fue llamado Muerte Especial por los huelguistas.        

### Primera Guerra Mundial
La Colt-Browning M1895/14 fue empleada en Francia por algunas unidades canadienses de infantería. Desplegado en Francia en 1915, el 21° Batallón Canadiense de Infantería Ligera empleó en combate ametralladoras M1895/14 de 7,70 mm. Estas ametralladoras en un principio, ampliamente utilizadas, sin embargo, fueron rápidamente reemplazadas por ametralladoras Vickers. No obstante, no fueron retiradas de combate, sino que fueron entregadas para equipar unidades del ejército belga en el exilio. Los franceses también probaron la Colt-Browning, algunas ametralladoras fueron probadas como armamento de aviones. También se enviaron ametralladoras adicionales a los rusos, que las emplearon a gran escala.  
Mientras que los Estados Unidos empleaban la M1895 para entrenamiento, ya era considerada obsoleta en el momento de la entrada de Estados Unidos en la guerra, Colt cesó la producción de la M1895 y sus variantes en 1916, vendiendo las maquinarias y derechos de producción a la Marlin Firearms, que se encargó de los contratos con el Ejército Imperial Ruso y con la Regia Marina italiana, a fin de poder incrementar la producción de ametralladoras Vickers. Marlin Firearms produjo ametralladoras para empleo a bordo de tanques y aviones en versiones designadas "Marlin M1917", y Marlin M1918, siendo producida hasta el final del conflicto. La versión de Marlin reemplazó el brazo levadizo con la adopción de un pistón lineal de gas paralelo debajo del cañón, junto con la adición de un radiador de aluminio, dejando a la M1895 como la única ametralladora producida en serie que empleó el singular mecanismo de palanca.

#### Versiones Marlin M1917/M1918
Después que la firma Marlin empezó a producir la Colt-Browning M1895/14, desarrolló una versión mejorada de la M1895. Esta fue adoptada por el ejército estadounidense en 1917 como un arma de entrenamiento adquiriéndose unas 2 500. Además de su designación Colt-Browning M1895/14, también era designada "ametralladora Marlin" y "Modelo 1917". La principal mejora era el uso de un cañón desmontable, aberturas laterales más amplias y una puerta deslizante en el lado derecho (que también era más amplia) para facilitar el acceso al cajón de mecanismos. A pesar de estas mejoras, la cadencia de la Marlin estaba limitada a 500 disparos/minuto a causa de su tendencia a sobrecalentarse. La Armada también compró una versión de la ametralladora Marlin con cilindro y pistón de gases en lugar del mecanismo de palanca, aunque muy pocas ametralladoras sirvieron a bordo de buques.

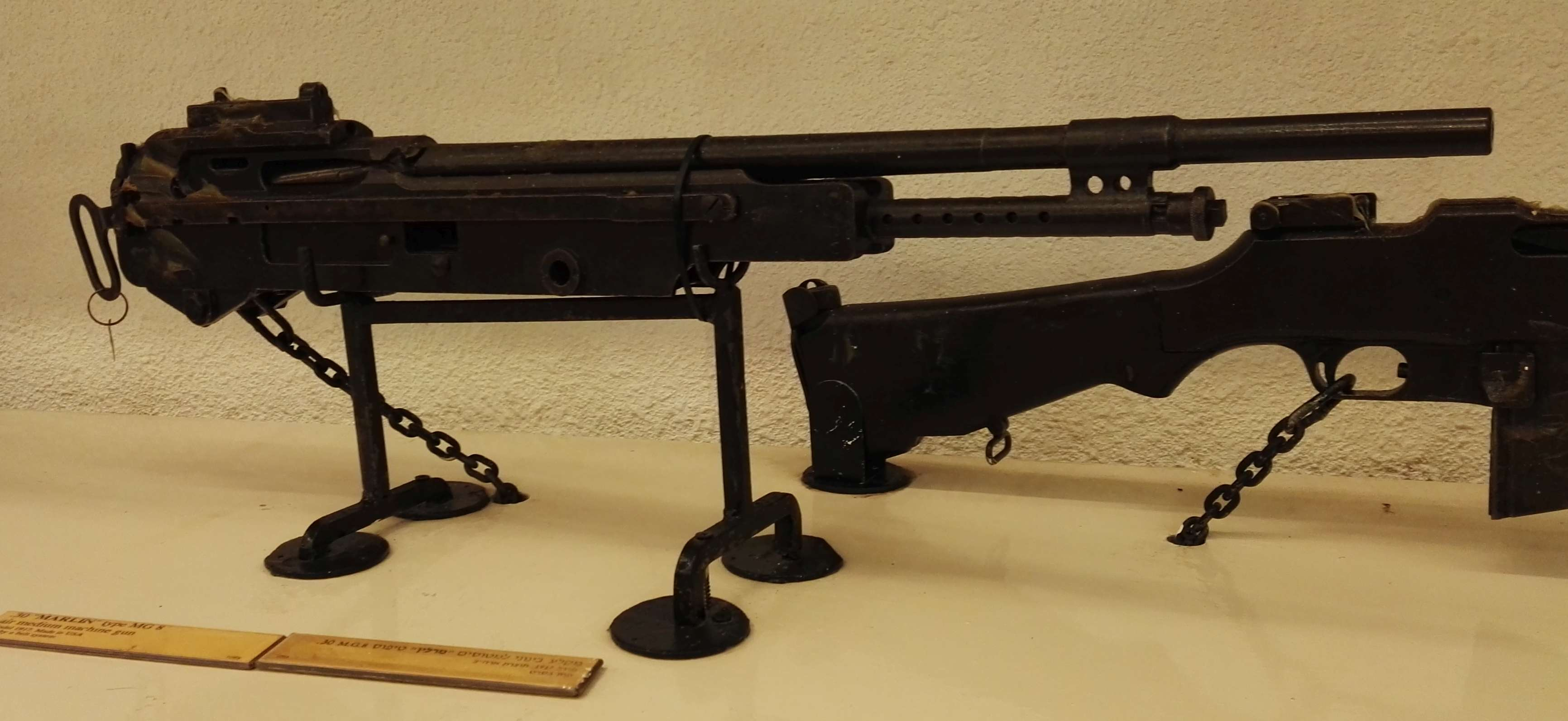
La Marlin M1917 empleaba un mecanismo de recarga distinto y solo tiene un ligero parecido con la Colt-Browning M1895/14 a partir de la cual se desarrolló

En 1917 entró en servicio una segunda versión mejorada de la M1895 para emplearse a bordo de tanques y aviones, siendo posteriormente designada como Marlin M1917 y M1918, cuyas mejoras fueron obra del diseñador de armas de fuego estadounidense nacido en Suecia Carl Gustave Swebilius. Al igual que las Marlin de la Armada, estas variantes empleaban un cilindro de gases lineal en lugar del brazo de la "cosechadora de patatas" y se parecía poco a la Colt-Browning M1895. El nuevo pistón estaba situado en paralelo al cañón, debajo de este, permitiendo que la ametralladora pueda montarse más cerca del suelo. Otra mejora fue la adición de un disipador de aluminio con aletas longitudinales a lo largo del cañón, que cubría unos 270° de la circunferencia externa del cañón y ayudaba a enfriarlo. La mayoría de ametralladoras Marlin M1917 y M1918 fueron empleadas como armamento defensivo a bordo de aviones, pero como conservaban el sistema de disparo a cerrojo cerrado de la Colt-Browning M1859 original, pesaban 11,34 kg respecto a los 15 kg de la ametralladora Vickers aérea estándar. Por esta razón podían ser empleadas como armamento ofensivo frontal a bordo de cazas, usando un mecanismo sincronizador para disparar con seguridad entre las palas de la hélice en rotación - la ametralladora Lewis no era sincronizable, disparaba a cerrojo abierto y era ligeramente más pesada que la Marlin, con sus 12,7 kg. En los últimos meses de la Primera Guerra Mundial, casi el 50% de los cazas SPAD S.XIII del Servicio Aéreo del Ejército de los Estados Unidos habían reemplazado sus ametralladoras Vickers con ametralladoras Marlin. Si la guerra hubiese continuado hasta 1919, la Marlin habría sido la principal ametralladora de los tanques y aviones estadounidenses. La M1917/1918 también equipó al avión de entrenamiento Thomas-Morse S-4, que era empleado como entrenador avanzado en los Estados Unidos.
También se vendieron ametralladoras Colt-Browning y Marlin al Regio Esercito italiano durante la Primera Guerra Mundial, para reemplazar las ametralladoras perdidas durante la retirada que siguió al gran avance austro-alemán después de la batalla de Caporetto; además de estar calibradas para el cartucho italiano estándar 6,5 x 52 Carcano, fueron modificadas para ser enfriadas por agua con la instalación de una estrecha camisa de latón alrededor del cañón; las Colt-Browning M1895/14 que recibieron estas modificaciones fueron designadas "6.5/80" y empleadas por la Regia Marina con los infantes de marina que defendían el delta del Piave. También fueron empleadas a bordo de buques de guerra, con cuatro armando a las lanchas torpederas MAS, en los submarinos Clase F y en algunos destructores. La lancha MAS empleada por Gabriele D'Annunzio en la famosa Beffa di Buccari y que está expuesta en su antigua residencia (Vittoriale degli italiani), todavía tiene instalada una Colt-Browning M1895.
Después de la guerra, la ametralladora Marlin fue empleada por el ejército estadounidense como armamento principal del tanque ligero M1917, que era la versión estadounidense fabricada bajo licencia del Renault FT-17. Sin embargo, las ametralladoras Marlin rápidamente fueron retiradas de servicio después del éxito de la ametralladora Browning M1917 y sus variantes adoptadas para emplearse en tierra y a bordo de buques y aviones, como la ametralladora Browning M1919 enfriada por aire.

## Periodo de entreguerras y Segunda Guerra Mundial

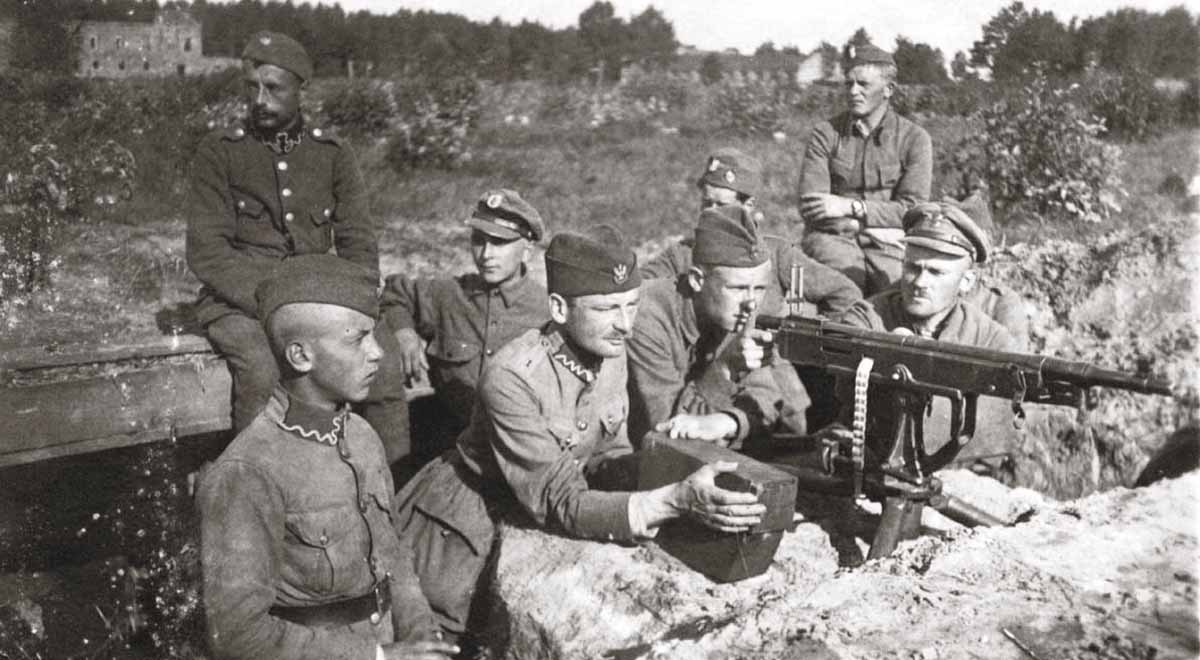
Soldados polacos con una ametralladora M1895/M1914, durante la Guerra Polaco-Soviética.

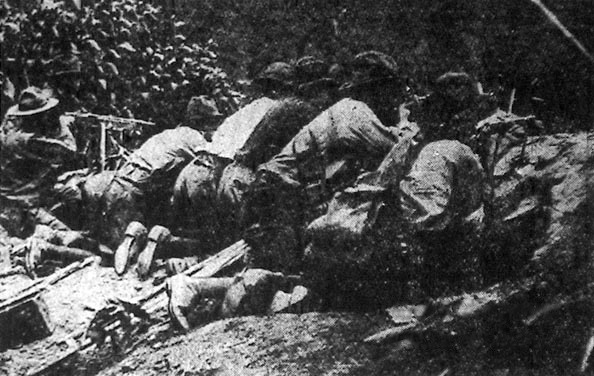
Batalla de Blair Mountain, 1921; una ametralladora Marlin con disipador instalado en su cañón a la izquierda.

Finalizada la Primera Guerra Mundial, algunas ametralladoras Colt-Browning (posiblemente incluyendo las variantes Marlin M1917/18) fueron empleadas en la guerra civil rusa. Su empleo más destacado tuvo lugar durante el éxodo de la Legión Checoslovaca desde Rusia, donde las ametralladoras (ya sean Colt-Browning M1895/14 o Marlin M1917) fueron fotografiadas dentro de parapetos de sacos terreros sobre los techos de vagones del trenes blindados empleados por la Legión durante su retirada de la Rusia Soviética. Varias de estas ametralladoras también fueron empleadas en la guerra polaco-soviética de 1920. Al inicio de la Segunda Guerra Mundial, se enviaron al Reino Unido ametralladoras Marlin M1917 y Marlin M1918 para equipar a la Home Guard, pero nunca fueron empleadas en combate.
El último empleo registrado de esta ametralladora en los Estados Unidos tuvo lugar en 1921, cuando los miembros de la Guardia Nacional se enfrentaron a los mineros en huelga en la batalla de Blair Mountain, Virginia Occidental. Una fotografía contemporánea muestra a una Colt-Browning equipada con uno de los disipadores de aluminio de la Marlin ya mencionados, disparada por un miembro de la Guardia Nacional en apoyo a los asistentes del alguacil. La presencia del disipador de aluminio con aletas que abarca todo su cañón indica que probablemente era una ametralladora Marlin-Rockwell M1917/18 comprada por el ejército entre 1917 y 1918 para entrenamiento, ya que este nunca compró la variante Colt-Browning M1895/14.
También fue reglamentaria en el ejército español en calibre 7 mm (7 x 57 Mauser) hasta 1936, siendo sustituida por la Hotchkiss M1914, aunque muchos ejemplares de los modelos M1914 y M1915 fueron usados durante la guerra civil española entre ellos algunos comprados al principio del conflicto a la Unión Soviética y Polonia. Fue empleada con gran efecto en la Batalla del Jarama por el Batallón Británico, sin embargo, era propensa a encasquillarse y "encender cartuchos" con frecuencia, por lo que no era apreciada por las tropas.

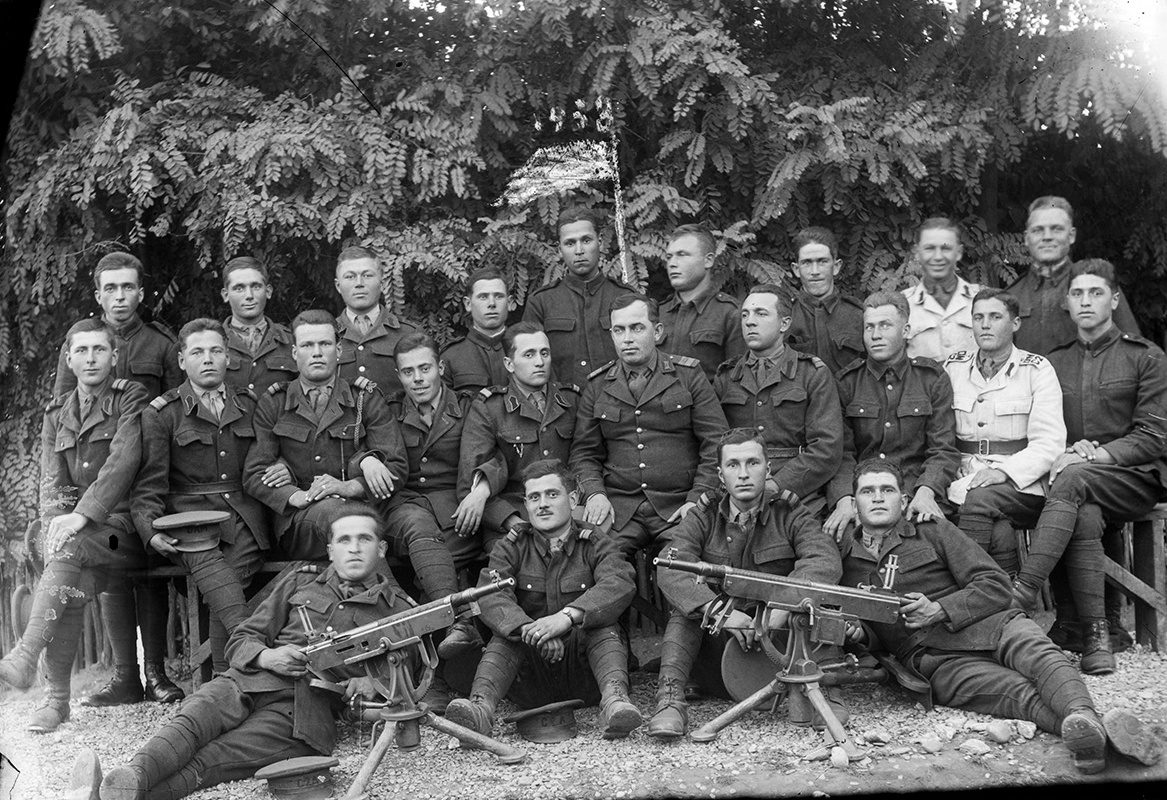
Soldados rumanos con dos Colt-Browning M1895, hacia 1939

El ejército belga compró una gran cantidad de ametralladoras Colt-Browning M1895/14 de 7 mm hacia el final de la Primera Guerra Mundial, que fueron almacenadas como armamento de reserva después del conflicto y suministradas a ciertos regimientos de infantería de reserva antes del inicio de la Segunda Guerra Mundial. Estas ametralladoras fueron ampliamente utilizadas en combate durante la invasión alemana de Bélgica entre el 10 y el 28 de mayo de 1940.[cita requerida]
Las ametralladoras Colt-Browning que el Ejército de los Estados Unidos había almacenado como armamento de reserva después de la Primera Guerra Mundial, fueron compradas en el verano de 1940 para equipar a la Home Guard británica. Estas eran principalmente las variantes Marlin y pocas fueron distribuidas a las tropas.
Italia también mantuvo en su arsenal a las Colt-Browning M1895 por largo tiempo. Estando bien entrada la Segunda Guerra Mundial, todavía eran suministradas a unidades de retaguardia, principalmente a ramas de los Camicie Nere tales como DICAT (a cargo de los cañones antiaéreos) y MILMART (artillería costera) para defensa antiaérea en una fecha tan tardía como 1943.

## Usuarios
- Australia
- Bélgica
- Canadá
- Checoslovaquia[22]
- Colombia[23]
- España
- Estados Unidos
- Finlandia: Fue empleada durante la Guerra civil finlandesa y retirada de servicio en 1936.[24]
- Francia
- Grecia
- Imperio ruso: Compró 14.850 ametralladoras M1895/1914.[25]
- Italia
- México
- Polonia
- Primera República Filipina
- Reino Mutawakkilita de Yemen[1]
- Reino Unido
- Rumania[26]
- Uruguay